# Dadigatta, Channarayapatna
Dadigatta là một làng thuộc tehsil Channarayapatna, huyện Hassan, bang Karnataka, Ấn Độ.